# محاصره ترونی
نبرد ترونی یکی از نبردهای جنگ بزرگ شمال بود که از مه تا ۱۴ اکتبر ۱۷۰۳ میلادی میان سوئد و ساکسونی درگرفت. ارتش سوئد توسط شارل دوازدهم و ساکسون‌ها نیز به فرماندهی ژنرال فون کانیتز وارد جنگ شدند. این محاصره با پیروزی سوئدی‌ها به پایان رسید و مدافعان شهر خود را تسلیم ارتش سوئد نمودند.